# Bambusa alemtemshii
Bambusa alemtemshii är en gräsart som beskrevs av H.B. Naithani. Bambusa alemtemshii ingår i släktet Bambusa och familjen gräs. Inga underarter finns listade i Catalogue of Life.